# Stanisław Antos

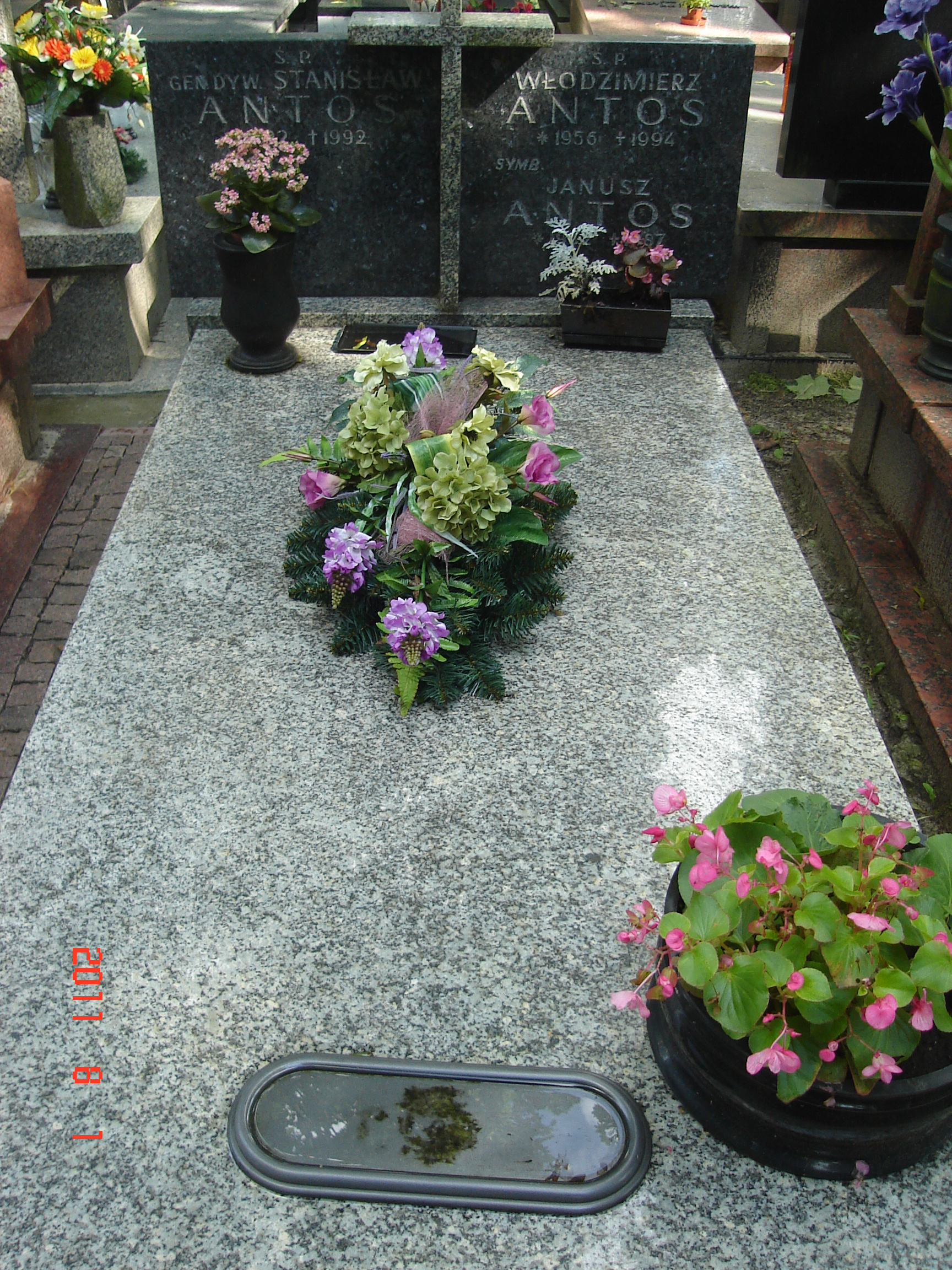
Grób Stanisława Antosa na Wojskowych Powązkach

Stanisław Antos (ur. 24 kwietnia 1922 w Szczurowej, zm. 3 lipca 1992 w Warszawie) – generał dywizji Wojska Polskiego.

## Życiorys
Przed wojną skończył 3 klasy gimnazjum w Brzesku. Podczas okupacji pracował w spółdzielni mleczarskiej (z przerwą 1 XI 1942–1 VII 1943, gdy był wcielony do niemieckiej służby budowlanej „Baudienst”). Od kwietnia 1945 elew Oficerskiej Szkoły Broni Pancernych w Modlinie. Po ukończeniu szkoły służył w artylerii. Członek PPR, a następnie PZPR. Po ukończeniu Akademii Sztabu Generalnego Sił Zbrojnych ZSRR w Moskwie zajmował kolejne stanowiska dowódcze i sztabowe. W 1957 podpułkownik i szef sztabu 1 Warszawskiej Dywizji Zmechanizowanej, potem dowódca pułku piechoty. Później w l. 1962–1964 – dowódca 5 Saskiej Dywizji Pancernej.
Od 1964 Generał brygady i dowódca 12 Dywizji Zmechanizowanej w Szczecinie (do 1968). W latach 1968–1971 szef sztabu i zastępca dowódcy Pomorskiego Okręgu Wojskowego.
Jedna z czołowych postaci wydarzeń grudnia 1970 w Gdańsku i w Gdyni, gdzie pod nieobecność dowódcy okręgu dowodził jednostkami POW, działającymi przeciw robotnikom na Wybrzeżu.
Od 1971 I zastępca Głównego Inspektora Szkolenia MON (gen. Eugeniusza Molczyka). W l. 1973–1978 – zastępca przewodniczącego Komitetu Redakcyjnego „Przeglądu Wojsk Lądowych”. Generał dywizji z 1973 r. Nominację wręczył mu w Belwederze I sekretarz KC PZPR Edward Gierek.
W l. 1978–1986 – zastępca szefa sztabu Zjednoczonych Sił Zbrojnych Państw-Stron Układu Warszawskiego w Moskwie. Po powrocie do kraju główny specjalista w Sztabie Generalnym WP. W 1986 roku pożegnany przez ministra obrony narodowej gen. armii Floriana Siwickiego w związku z zakończeniem zawodowej służby wojskowej i przeniesiony w stan spoczynku. Mieszkał w Warszawie, gdzie zmarł. Pochowany na Cmentarzu Wojskowym na Powązkach (IIB- rząd 10, grób 6).

## Awanse
W trakcie wieloletniej służby w ludowym Wojsku Polskim otrzymywał awanse na kolejne stopnie wojskowe:
- podporucznik - 1946
- porucznik - 1947
- kapitan - 1951
- major - 1953
- podpułkownik - 1956
- pułkownik - 1961
- generał brygady - 1964
- generał dywizji - 1973

## Odznaczenia
- Order Sztandaru Pracy I klasy (1973)
- Order Sztandaru Pracy II klasy (1968)
- Krzyż Oficerski Orderu Odrodzenia Polski (1964)
- Krzyż Kawalerski Orderu Odrodzenia Polski (1959)
- Złoty Krzyż Zasługi (1954)
- Srebrny Krzyż Zasługi (1946)
- Medal „Za udział w walkach o Berlin” (1970)
- Medal 10-lecia Polski Ludowej
- Medal 30-lecia Polski Ludowej
- Medal 40-lecia Polski Ludowej
- Złoty Medal „Siły Zbrojne w Służbie Ojczyzny” (1968)
- Srebrny Medal Siły Zbrojne w Służbie Ojczyzny
- Brązowy Medal Siły Zbrojne w Służbie Ojczyzny
- Złoty Medal „Za zasługi dla obronności kraju” (1973)
- Srebrny Medal Za zasługi dla obronności kraju
- Brązowy Medal Za zasługi dla obronności kraju
- Srebrna Odznaka „Za zasługi w obronie granic PRL” (1975)
- Medal „Za zasługi dla Pomorskiego Okręgu Wojskowego” (1970)[4]
- Order Czerwonego Sztandaru (ZSRR) (1973)
- Order Wojny Ojczyźnianej I stopnia (ZSRR) (1968)
- Medal jubileuszowy „Czterdziestolecia zwycięstwa w Wielkiej Wojnie Ojczyźnianej 1941–1945” (ZSRR) (1985)
- Medal jubileuszowy „60 lat Sił Zbrojnych ZSRR” (ZSRR)
- Medal „Za umacnianie braterstwa broni” (ZSRR)
- Medal II stopnia Za umacnianie przyjaźni sił zbrojnych CSRS (Czechosłowacja) (1970)

## Życie prywatne
Pierwsza żona Irena z d. Demiańczuk i ich dzieci, synowie:
- Janusz Antos (1952–1987) marynarz, oficer nawigator marynarki handlowej, zaginął w Zatoce Perskiej
- Włodzimierz Antos (1956–1994) literat, dziennikarz, jedna z czołowych postaci środowiska gejowskiego w Polsce.

Druga żona Rosjanka Antonina, córka Małgorzata.